# Time
Time (stilizat în majuscule ca TIME) este o revistă săptămânală americană, similară în subiectele abordate și stil cu Newsweek și U.S. News & World Report.  Time este publicată simultan în Canada, având o secțiune de reclamă total diferită de cea din Statele Unite ale Americii. 
Revista a fost publicată prima oară la data de 3 martie 1923 și este deținută de Marc Benioff, care a cumpărat revista de la Meredith Corporation. Tirajul revistei în anul 2007 a fost de 3 374 505 de exemplare tipărite săptămânal, față de 4.038.508 exemplare în anul 2005.
Există o ediție europeană, cunoscută anterior sub numele de Time Atlantic, care este publicată la Londra. Time Europe acoperă subiecte referitoare la Orientul Mijlociu, Africa și, începând cu 2003, America Latină.  Există, de asemenea, o ediție dedicată Asiei, Time Asia, cu sediul în Hong Kong.    Varianta Oceaniei, publicată la Sydney, acoperă Australia, Noua Zeelandă și toate Insulele Pacificului. 
În anumite campanii de reclamă, revista a sugerat că literele TIME sunt un acronim (mai exact, un backronym) pentru "The International Magazine of Events," în română, Revista internațională a evenimentelor. 

## Vezi și
- Time Person of the Year